# Monnières, Loire-Atlantique

Monnières este o comună în departamentul Loire-Atlantique, Franța. În 2009 avea o populație de 1,874 de locuitori.